# Зоркий орёл
Зоркий орёл (англ. Vigilant Eagle) — серия военно-воздушных учений России, США и Канады.
Первые учения планировались в 2008 году, но не состоялись из-за вторжения России в Грузию. Учения прекратились на фоне начала участия России в войне на Донбассе.

## Зоркий орёл — 2010
Зоркий орёл — 2010 — первые военно-воздушные учения России и США. Это первые в истории России и США учения, отрабатывающие действия военно-воздушных сил и гражданских авиадиспетчеров в случае угона гражданского авиалайнера террористами. Учения проходили на Аляске и продлились несколько дней.
В учениях «Зоркий орел-2010» задействованы штабы, расположенные в Хабаровске, Петропавловске-Камчатском, Колорадо-Спрингс и Анкоридже.

### Сценарий учений
По сценарию учений, частный гражданский самолет с кодовым именем Fencing 1220, играющий роль захваченного, пересечёт Тихий океан в сторону России и вернется обратно. До российской воздушной границы самолет будут сопровождать американские многоцелевые истребители F-22 «Раптор». Затем контроль за «захваченным» воздушным судном перейдет к российским Миг-31.
«Мы хотим оценить все возможные случаи, в которых может потребоваться использование реактивных истребителей»

## Зоркий орёл — 2012
Единственные учения из этого списка, прошедшие только в формате цифровых симуляций.

## Зоркий орёл — 2013
Единственные учения с участием Канады.
Учения снова включали в себя элементы реальных полётов самолётов CF-18 канадских Королевских ВВС, перехватывавших гражданский авиалайнер к западу от Денали после того, как самолёт сообщил о «угоне» после взлёта из международного аэропорта Анкоридж. Затем, когда самолёт пересек международную границу, миссия была передана российским ВВС.